# وندوونچری
وندوونچری (به انگلیسی: Vanduvancheri) یک روستا در هند است که در Kumbakonam Taluk واقع شده‌است.

## خصوصیات
وندوونچری ۴۴۲ نفر جمعیت دارد.